# Vantiva
Vantiva — французская компания, производитель телекоммуникационного оборудования и оптических носителей. Штаб-квартира расположена в Париже.

## История
Старейший предшественник компании был основан в 1893 году под названием Compagnie Française Thomson-Houston (французский филиал американской электрической корпорации Thomson-Houston, позже сформировавшей General Electric). В 1903 году компания была выкуплена французскими инвесторами, но сохранила название и поддерживала тесные отношения с General Electric. Первоначально компания занималась развитием электротранспорта, позже расширила сферу деятельности в бытовую технику и радиооборудование.
После Второй мировой войны Thomson-Houston сменила название на Thomson и прекратила отношения с General Electric, став одним из поставщиков военно-промышленного комплекса Франции. В 1966 году Thomson поглотила компанию Hotchkiss-Brandt, производителя бытовой техники, а также военной и автомобильной электроники; объединённая компания стала называться Thomson-Brandt. В 1968 году была образована дочерняя компания Thomson-CSF, объединившая подразделение электроники Thomson-Brandt с поглощённой компанией CSF (Compagnie Generale de Telegraphie Sans Fils, «Компания беспроводного телеграфа»).

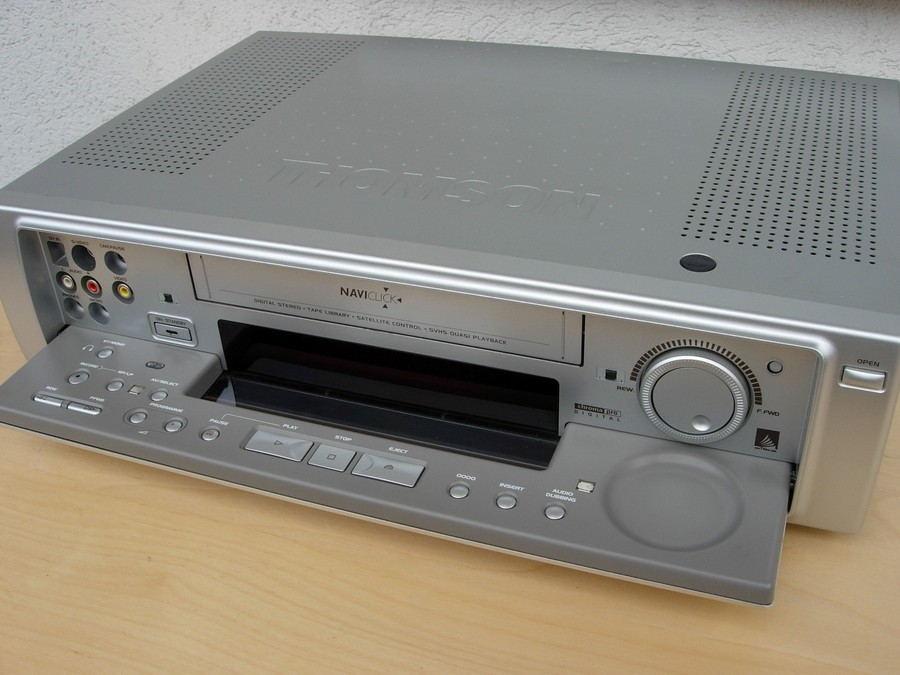
Видеомагнитофон Thomson dvh 8090

В 1982 году Thomson-Brandt, включая её дочернюю структуру Thomson-CSF, была национализирована. В следующем году подразделение телекоммуникационного оборудования было передано Compagnie Générale d’Electricité (современная Alcatel-Lucent), взамен Thomson получила подразделения потребительской и военной электроники. В 1984 году была куплена немецкая компания Telefunken. В 1987 году было создано совместное предприятие SGS-Thomson (с итальянской SGS) в сфере производства полупроводников; через 10 лет это предприятие стало самостоятельным и сменило название на STMicroelectronics. Также в 1987 году у General Electric было куплено подразделение потребительской электроники, в основном состоявшее из выпуска телевизоров под брендом RCA.
В 1995 году подразделение потребительской электроники было реорганизовано в дочернюю компанию Thomson multimedia, а подразделение военной электроники в следующем году было выделено в самостоятельную компанию Thales. В 1997 году главой компании был назначен Тьерри Брентон; за 5 лет правления он смог существенно модернизировать Thomson multimedia, направив её деятельность в область цифровых технологий. В 1998 году началась приватизация Thomson multimedia, доли в ней приобрели Microsoft, NEC, Alcatel и GE. В 1999 году акции Thomson multimedia были размещены на фондовых биржах Парижа и Нью-Йорка. В 2001 году у Carlton Communications была куплена компания Technicolor, также в этом году у Alcatel было куплено производство DSL-модемов и создано совместное предприятие с NEC по выпуску плазменных телевизоров. В 2004 году была приобретена британская компания Moving Picture Company, которая занималась созданием спецэффектов для киностудий. Также в 2004 году китайской TCL Corporation было продано подразделение по производству телевизоров. В 2005 году были куплены компании Cirpack и Inventel (производители телекоммуникационного оборудования).
В 2010 году название Thomson multimedia, было изменено на Technicolor. В ноябре 2015 года была куплена Cisco Connected Devices, дочерняя компания Cisco по выпуску ресиверов цифрового телевидения и кабельных модемов.
В сентябре 2022 года подразделение Technicolor Creative Studios было выделено в самостоятельную компанию Technicolor Group, после чего Technicolor сменила название на Vantiva. В октябре 2023 года было куплено подразделение абонентского оборудования американской корпорации CommScope.

## Собственники и руководство
Основными акционерами по состоянию на конец 2023 года были CommScope (27,48 %), Briarwood Chase Management LLC (20,72 %), TPG Angelo Gordon (16,25 %), Bpifrance (7,84 %), Bain Capital Credit (4,97 %).
- Брайан Ширер (Brian Shearer) — председатель совета директоров с февраля 2024 года, также глава европейского отдела инвестиционной компании TPG Angelo Gordon[9].
- Луис Мартинес-Амаго (Luis Martinez-Amago) — генеральный директор (CEO) с 2022 года, в компании с 2015 года, ранее работал в Alcatel-Lucent[10].

## Деятельность

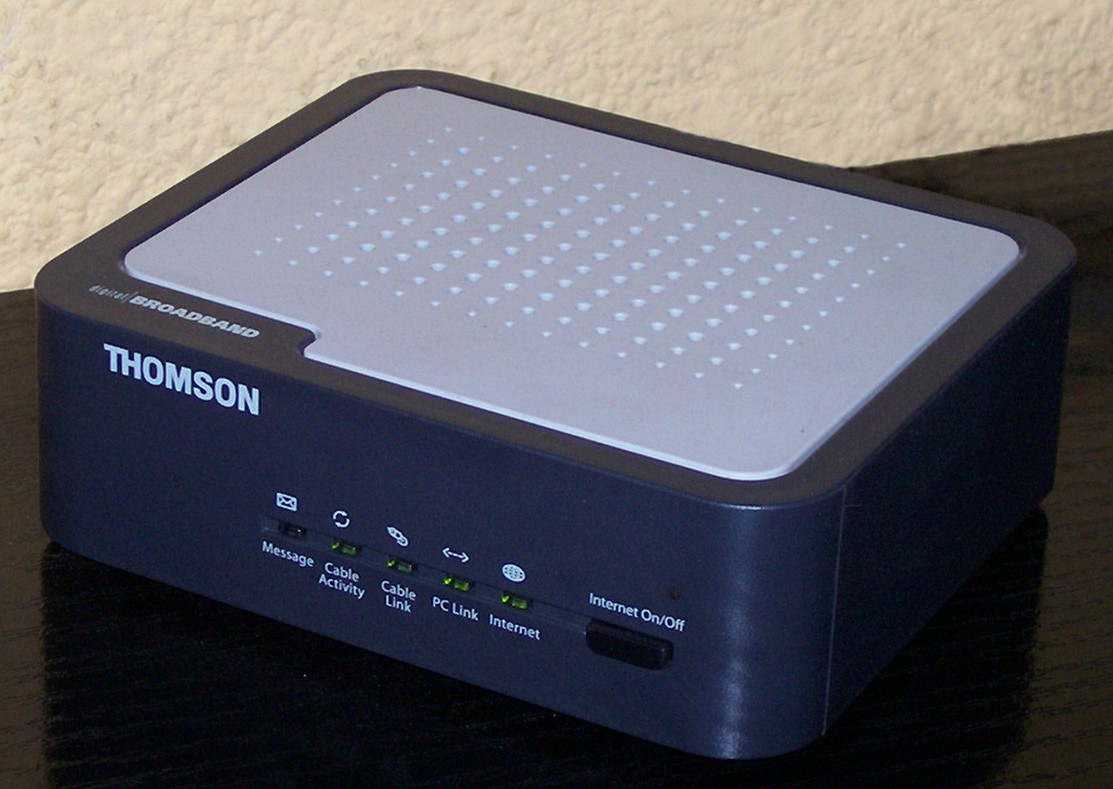
Кабельный модем Thomson

Подразделения по состоянию на 2023 год:
- подключение абонентов — разработка и производство оборудования и программного обеспечения для абонентов платного телевидения и кабельного интернета; оборудование включает широкополосные модемы, сетевые шлюзы, Wi-Fi ретрансляторы, ресиверы цифрового телевидения и устройства интернета вещей; 75 % выручки;
- решения для цепей поставок — производство оптических носителей (музыки, фильмов, компьютерных программ и игр) и виниловых пластинок, начиная от мастеринга и заканчивая поставками готовой продукции, а также микрофлюидных картриджей для лабораторных исследований; 25 % выручки.

Выручка за 2023 год составила 2,08 млрд евро, её распределение по регионам: США — 55 %, остальная Америка — 15 %, Европа, Ближний Восток и Африка — 22 %, Азиатско-Тихоокеанский регион — 8 %.
Выпуск продукции осуществляют контрактные производители в Азии (Вьетнам, Таиланд, Индонезия, Индия) и Латинской Америке (Мексика и Бразилия). Имеется один собственный завод в городе Манаус (Бразилия), работающий на местный рынок.